# European Challenge Cup 2000-2001
La European Challenge Cup 2000-01 (in inglese 2000-01 European Challenge Cup; in francese Challenge européen 2000-01), per motivi di sponsorizzazione nota anche come Parker Pen Cup 2000-01, fu la 5ª edizione della European Challenge Cup, competizione per club di rugby a 15 organizzata da European Rugby Cup come torneo cadetto della Heineken Cup.
Si tenne dal 7 ottobre 2000 al 20 maggio 2001 tra 31 squadre, che resero quindi necessaria un'asimmetrica distribuzione tra i gironi (7 da 4 e uno da 3).
Gli inglesi Harlequins interruppero il dominio francese aggiudicandosi la coppa battendo in finale a Reading il Narbonne per 42 a 33.
Nella fase a gironi il London Irish, che l'anno prima aveva tratto vantaggio dalla penalizzazione dell'Agen che schierò un giocatore la cui situazione di tesseramento era irregolare, singolarmente incorse nella stessa infrazione che gli costò il passaggio del turno, in occasione di un incontro con Aurillac.
European Rugby Cup e l'azienda statunitense di penne a sfera Parker Pen siglarono in occasione di tale edizione un accordo di naming originariamente della durata di tre anni, poi rinnovato nel 2003.

## Formula
Le 31 squadre furono suddivise in 7 gironi da quattro squadre ciascuno più un ottavo girone da 3.
In ognuno di tali gironi ogni squadra dovette affrontare in gara di andata e ritorno tutti gli altri avversari.
Passarono ai quarti di finale la prima classificata di ciascuno degli otto gruppi.
Le semifinali si tennero tra le vincitrici dei quattro quarti di finale.
La finale si tenne ai Madejski Stadium di Reading, in Inghilterra, prima volta in cui l'ultimo atto di tale manifestazione si tenne fuori dalla Francia.
Tutte le gare a eliminazione si tennero in partita unica.

## Squadre partecipanti
| Girone 1                                                                                                | Girone 2                                                                          | Girone 3                                                                                  | Girone 4                                                                            | Girone 5                                                                              | Girone 6                                                                                | Girone 7                                                                                    | Girone 8                                                             |
| --- | --------------------------------------------------------------------------------- | ----------------------------------------------------------------------------------------- | ----------------------------------------------------------------------------------- | ------------------------------------------------------------------------------------- | --------------------------------------------------------------------------------------- | ------------------------------------------------------------------------------------------- | -------------------------------------------------------------------- |
| - Bordeaux-Bègles-Gironde (Francia) - Cross Keys (Galles) - Newcastle (Inghilterra) - Benetton (Italia) | - Béziers (Francia) - Montferrand (Francia) - Neath (Galles) - Connacht (Irlanda) | - Grenoble (Francia) - Perpignano (Francia) - Bridgend (Galles) - Rotherham (Inghilterra) | - Agen (Francia) - Auch (Francia) - Caerphilly (Galles) - Sale Sharks (Inghilterra) | - Dax (Francia) - Périgueux (Francia) - Ebbw Vale (Galles) - Harlequins (Inghilterra) | - Aurillac (Francia) - Brive (Francia) - London Irish (Inghilterra) - Piacenza (Italia) | - La Rochelle (Francia) - Mont-de-Marsan (Francia) - Bristol (Inghilterra) - Parma (Italia) | - Bourgoin-Jallieu (Francia) - Narbonne (Francia) - Viadana (Italia) |

## Fase a gironi

### Girone A
|            | Incontri girone 1                  |       |
| ---------- | ---------------------------------- | ----- |
| 7-10-2000  | Benetton Treviso — Newcastle       | 28-15 |
| 7-10-2000  | Cross Keys — Bordeaux-Bègles       | 18-30 |
| 14-10-2000 | Bordeaux-Bègles — Benetton Treviso | 19-26 |
| 15-10-2000 | Newcastle — Cross Keys             | 99-8  |
| 21-10-2000 | Cross Keys — Benetton Treviso      | 10-20 |
| 22-10-2000 | Bordeaux-Bègles — Newcastle        | 18-26 |
| 28-10-2000 | Benetton Treviso — Cross Keys      | 31-3  |
| 29-10-2000 | Newcastle — Bordeaux-Bègles        | 39-15 |
| 13-1-2001  | Bordeaux-Bègles — Cross Keys       | 34-10 |
| 14-1-2001  | Newcastle — Benetton Treviso       | 30-19 |
| 20-1-2001  | Benetton Treviso — Bordeaux-Bègles | 33-20 |
| 21-1-2001  | Cross Keys — Newcastle             | 11-25 |

#### Classifica
| Pos | Squadra                 | G | V | N | P | PF  | PS  | P±   | PT |
| --- | ----------------------- | - | - | - | - | --- | --- | ---- | -- |
| A1  | Newcastle               | 6 | 5 | 0 | 1 | 234 | 99  | 135  | 10 |
| A2  | Benetton                | 6 | 5 | 0 | 1 | 157 | 97  | 60   | 10 |
| A3  | Bordeaux-Bègles-Gironde | 6 | 2 | 0 | 4 | 136 | 152 | −16  | 4  |
| A4  | Cross Keys              | 6 | 0 | 0 | 6 | 60  | 239 | −179 | 0  |

### Girone B
|            | Incontri girone 2      |       |
| ---------- | ---------------------- | ----- |
| 7-10-2000  | Montferrand — Neath    | 55-17 |
| 7-10-2000  | Connacht — Béziers     | 14-16 |
| 14-10-2000 | Neath — Connacht       | 45-0  |
| 14-10-2000 | Béziers — Montferrand  | 22-3  |
| 21-10-2000 | Neath — Béziers        | 23-37 |
| 22-10-2000 | Montferrand — Connacht | 58-21 |
| 28-10-2000 | Connacht — Montferrand | 3-12  |
| 28-10-2000 | Béziers — Neath        | 57-20 |
| 11-1-2001  | Neath — Montferrand    | 35-30 |
| 13-1-2001  | Béziers — Connacht     | 10-9  |
| 20-1-2001  | Connacht — Neath       | 13-11 |
| 21-1-2001  | Montferrand — Béziers  | 43-9  |

#### Classifica
| Pos | Squadra     | G | V | N | P | PF  | PS  | P±  | PT |
| --- | ----------- | - | - | - | - | --- | --- | --- | -- |
| B1  | Béziers     | 6 | 5 | 0 | 1 | 151 | 112 | 39  | 10 |
| B2  | Montferrand | 6 | 4 | 0 | 2 | 201 | 107 | 94  | 8  |
| B3  | Neath       | 6 | 2 | 0 | 4 | 151 | 192 | −41 | 4  |
| B4  | Connacht    | 6 | 1 | 0 | 5 | 60  | 152 | −92 | 2  |

### Girone C
|            | Incontri girone 3      |       |
| ---------- | ---------------------- | ----- |
| 7-10-2000  | Rotherham — Grenoble   | 35-5  |
| 7-10-2000  | Bridgend — Perpignano  | 22-26 |
| 13-10-2000 | Grenoble — Bridgend    | 36-9  |
| 14-10-2000 | Perpignano — Rotherham | 19-20 |
| 21-10-2000 | Rotherham — Bridgend   | 16-9  |
| 21-10-2000 | Grenoble — Perpignano  | 25-16 |
| 28-10-2000 | Bridgend — Rotherham   | 61-8  |
| 28-10-2000 | Perpignano — Grenoble  | 48-10 |
| 13-1-2001  | Perpignano — Bridgend  | 48-6  |
| 14-1-2001  | Grenoble — Rotherham   | 12-21 |
| 20-1-2001  | Rotherham — Perpignano | 22-30 |
| 20-1-2001  | Bridgend — Grenoble    | 37-32 |

#### Classifica
| Pos | Squadra    | G | V | N | P | PF  | PS  | P±  | PT |
| --- | ---------- | - | - | - | - | --- | --- | --- | -- |
| C1  | Perpignano | 6 | 4 | 0 | 2 | 187 | 105 | 82  | 8  |
| C2  | Rotherham  | 6 | 4 | 0 | 2 | 122 | 136 | −14 | 8  |
| C3  | Bridgend   | 6 | 2 | 0 | 4 | 144 | 166 | −22 | 4  |
| C4  | Grenoble   | 6 | 2 | 0 | 4 | 120 | 166 | −46 | 4  |

### Girone D
|            | Incontri girone 4        |       |
| ---------- | ------------------------ | ----- |
| 7-10-2000  | Auch — Sale Sharks       | 26-23 |
| 7-10-2000  | Caerphilly — Agen        | 27-38 |
| 14-10-2000 | Sale Sharks — Caerphilly | 23-14 |
| 14-10-2000 | Agen — Auch              | 25-7  |
| 21-10-2000 | Caerphilly — Auch        | 36-36 |
| 21-10-2000 | Agen — Sale Sharks       | 44-9  |
| 28-10-2000 | Sale Sharks — Agen       | 28-23 |
| 28-10-2000 | Auch — Caerphilly        | 33-15 |
| 13-1-2001  | Sale Sharks — Auch       | 39-17 |
| 13-1-2001  | Agen — Caerphilly        | 82-5  |
| 20-1-2001  | Caerphilly — Sale Sharks | 31-56 |
| 21-1-2001  | Auch — Agen              | 15-47 |

#### Classifica
| Pos | Squadra     | G | V | N | P | PF  | PS  | P±   | PT |
| --- | ----------- | - | - | - | - | --- | --- | ---- | -- |
| D1  | Agen        | 6 | 5 | 0 | 1 | 259 | 91  | 168  | 10 |
| D2  | Sale Sharks | 6 | 4 | 0 | 2 | 178 | 155 | 23   | 8  |
| D3  | Auch        | 6 | 2 | 1 | 3 | 134 | 185 | −51  | 5  |
| D4  | Caerphilly  | 6 | 0 | 1 | 5 | 128 | 268 | −140 | 1  |

### Girone E
|            | Incontri girone 5      |       |
| ---------- | ---------------------- | ----- |
| 6-10-2000  | Dax — Ebbw Vale        | 31-10 |
| 7-10-2000  | Harlequins — Périgueux | 23-16 |
| 14-10-2000 | Ebbw Vale — Harlequins | 6-18  |
| 14-10-2000 | Périgueux — Dax        | 13-22 |
| 21-10-2000 | Harlequins — Dax       | 25-3  |
| 21-10-2000 | Périgueux — Ebbw Vale  | 19-16 |
| 27-10-2000 | Ebbw Vale — Périgueux  | 50-19 |
| 28-10-2000 | Dax — Harlequins       | 23-22 |
| 12-1-2001  | Ebbw Vale — Dax        | 16-19 |
| 13-1-2001  | Périgueux — Harlequins | 10-55 |
| 20-1-2001  | Harlequins — Ebbw Vale | 45-22 |
| 21-1-2001  | Dax — Périgueux        | 54-17 |

#### Classifica
| Pos | Squadra    | G | V | N | P | PF  | PS  | P±   | PT |
| --- | ---------- | - | - | - | - | --- | --- | ---- | -- |
| E1  | Harlequins | 6 | 5 | 0 | 1 | 188 | 80  | 108  | 10 |
| E2  | Dax        | 6 | 5 | 0 | 1 | 152 | 103 | 49   | 10 |
| E3  | Ebbw Vale  | 6 | 1 | 0 | 5 | 120 | 151 | −31  | 2  |
| E4  | Périgueux  | 6 | 1 | 0 | 5 | 94  | 220 | −126 | 2  |

### Girone F
|            | Incontri girone 6       |       |
| ---------- | ----------------------- | ----- |
| 7-10-2000  | London Irish — Aurillac | 42-10 |
| 7-10-2000  | Piacenza — Brive        | 13-29 |
| 14-10-2000 | Aurillac — London Irish | 19-36 |
| 15-10-2000 | Brive — Piacenza        | 44-10 |
| 21-10-2000 | London Irish — Brive    | 35-8  |
| 21-10-2000 | Aurillac — Piacenza     | 41-10 |
| 28-10-2000 | Piacenza — London Irish | 13-58 |
| 28-10-2000 | Aurillac — Brive        | 26-28 |
| 13-1-2001  | Piacenza — Aurillac     | 25-27 |
| 14-1-2001  | Brive — London Irish    | 37-27 |
| 21-1-2001  | Brive — Aurillac        | 38-32 |
| 21-1-2001  | London Irish — Piacenza | 56-19 |

#### Classifica
| Pos | Squadra      | G | V | N | P | PF  | PS  | P±   | PT |
| --- | ------------ | - | - | - | - | --- | --- | ---- | -- |
| F1  | Brive        | 6 | 5 | 0 | 1 | 184 | 143 | 41   | 10 |
| F2  | London Irish | 6 | 5 | 0 | 1 | 254 | 106 | 148  | 10 |
| F3  | Aurillac     | 6 | 2 | 0 | 4 | 155 | 179 | −24  | 4  |
| F4  | Piacenza     | 6 | 0 | 0 | 6 | 90  | 255 | −165 | 0  |

### Girone G
|            | Incontri girone 7            |       |
| ---------- | ---------------------------- | ----- |
| 7-10-2000  | Bristol — Mont-de-Marsan     | 41-24 |
| 7-10-2000  | Parma — La Rochelle          | 6-30  |
| 14-10-2000 | La Rochelle — Bristol        | 34-19 |
| 14-10-2000 | Mont-de-Marsan — Parma       | 61-15 |
| 21-10-2000 | Bristol — Parma              | 61-14 |
| 21-10-2000 | Mont-de-Marsan — La Rochelle | 12-7  |
| 28-10-2000 | La Rochelle — Mont-de-Marsan | 12-16 |
| 28-10-2000 | Parma — Bristol              | 12-25 |
| 13-1-2001  | La Rochelle — Parma          | 43-19 |
| 13-1-2001  | Mont-de-Marsan — Bristol     | 22-12 |
| 20-1-2001  | Parma — Mont-de-Marsan       | 26-42 |
| 20-1-2001  | Bristol — La Rochelle        | 41-41 |

#### Classifica
| Pos | Squadra        | G | V | N | P | PF  | PS  | P±   | PT |
| --- | -------------- | - | - | - | - | --- | --- | ---- | -- |
| G1  | Mont-de-Marsan | 6 | 5 | 0 | 1 | 254 | 106 | 148  | 10 |
| G2  | La Rochelle    | 6 | 5 | 0 | 1 | 184 | 143 | 41   | 10 |
| G3  | Bristol        | 6 | 2 | 0 | 4 | 155 | 179 | −24  | 4  |
| G4  | Parma          | 6 | 0 | 0 | 6 | 90  | 255 | −165 | 0  |

### Girone H
|            | Incontri girone 8          |       |
| ---------- | -------------------------- | ----- |
| 7-10-2000  | Narbona — Viadana          | 26-23 |
| 14-10-2000 | Viadana — Bourgoin-Jallieu | 8-29  |
| 21-10-2000 | Narbona — Bourgoin-Jallieu | 34-17 |
| 27-10-2000 | Bourgoin-Jallieu — Narbona | 15-15 |
| 13-1-2001  | Viadana — Narbona          | 20-22 |
| 21-1-2001  | Bourgoin-Jallieu — Viadana | 43-26 |

#### Classifica
| Pos | Squadra          | G | V | N | P | PF  | PS  | P±  | PT |
| --- | ---------------- | - | - | - | - | --- | --- | --- | -- |
| H1  | Narbonne         | 4 | 3 | 1 | 0 | 124 | 76  | 48  | 7  |
| H2  | Bourgoin-Jallieu | 4 | 2 | 1 | 1 | 104 | 83  | 21  | 5  |
| H3  | Viadana          | 4 | 0 | 0 | 4 | 78  | 147 | −69 | 0  |

## Fase aplay-off
|  | Quarti di finale | Quarti di finale | Quarti di finale |           |            | Semifinali | Semifinali | Semifinali |  |  | Finale | Finale | Finale |  |
|  |                  |                  |                  |           |            |            |            |            |  |  |        |        |        |  |
|  | Brive            | Brive            | 13               |           |            |            |            |            |  |  |        |        |        |  |
|  | Brive            | Brive            | 13               |           |            |            |            |            |  |  |        |        |        |  |
|  | Harlequins       | Harlequins       | 20               |           |            |            |            |            |  |  |        |        |        |  |
|  | Harlequins       | Harlequins       | 20               |           | Harlequins | Harlequins | 17         |            |  |  |        |        |        |  |
|  |                  |                  |                  |           | Harlequins | Harlequins | 17         |            |  |  |        |        |        |  |
|  |                  |                  | Newcastle        | Newcastle | 12         |            |            |            |  |  |        |        |        |  |
|  | Newcastle        | Newcastle        | Newcastle        | Newcastle | 12         | 61         |            |            |  |  |        |        |        |  |
|  | Newcastle        | Newcastle        |                  |           |            |            |            |            |  |  |        |        |        |  |
|  | Mont-de-Marsan   | Mont-de-Marsan   | 23               |           |            |            |            |            |  |  |        |        |        |  |
|  | Mont-de-Marsan   | Mont-de-Marsan   | 23               |           | Harlequins | Harlequins | 42         |            |  |  |        |        |        |  |
|  |                  |                  |                  |           |            |            |            |            |  |  |        |        |        |  |
|  |                  |                  | Narbonne         | Narbonne  | 33         |            |            |            |  |  |        |        |        |  |
|  | Narbonne         | Narbonne         | Narbonne         | Narbonne  | 33         | 34         |            |            |  |  |        |        |        |  |
|  | Narbonne         | Narbonne         |                  |           |            |            |            |            |  |  |        |        |        |  |
|  | Perpignano       | Perpignano       | 24               |           |            |            |            |            |  |  |        |        |        |  |
|  | Perpignano       | Perpignano       | 24               |           | Narbonne   | Narbonne   | 22         |            |  |  |        |        |        |  |
|  |                  |                  |                  |           | Narbonne   | Narbonne   | 22         |            |  |  |        |        |        |  |
|  |                  |                  | Agen             | Agen      | 15         |            |            |            |  |  |        |        |        |  |
|  | Agen             | Agen             | Agen             | Agen      | 15         | 31         |            |            |  |  |        |        |        |  |
|  | Agen             | Agen             |                  |           |            |            |            |            |  |  |        |        |        |  |
|  | Béziers          | Béziers          | 0                |           |            |            |            |            |  |  |        |        |        |  |

### Quarti di finale
| Arbitro: | Brian Campsall |

|             |      |             |
| tecnica     | mt   |             |
| Rosalen     | tr   |             |
| Rosalen (9) | c.p. | Lacroix (8) |

| Arbitro: | Claudio Giacomel |

|                        |      |  |
| Manas Benazzi Benetton | mt   |  |
| Lamaison (2)           | tr   |  |
| Lamaison (4)           | c.p. |  |

| Arbitro: | Clayton Thomas |

|                                                     |      |                               |
| Armstrong Walder (2) Maclure Botham May Hurter Noon | mt   | Ducamp Loubsens Merlet-Bonnan |
| Wilkinson (4) Walder (2)                            | tr   | Prosper                       |
| Wilkinson (3)                                       | c.p. | Prosper (2)                   |

| Arbitro: | Iain Ramage |

|               |      |  |
| Christophers  | mt   |  |
| W. Burton     | tr   |  |
| W. Burton (2) | c.p. |  |

### Semifinali
| Arbitro: | David McHugh |

|                 |      |           |
| Ledesma Raynaud | mt   |           |
| Quesada (2)     | c.p. | Gelez (5) |
| Quesada (2)     | drop |           |

| Arbitro: | Jim Fleming |

|               |      |              |
|               | mt   | Chalmers     |
| Wilkinson (4) | c.p. | Chalmers (3) |
|               | drop | Chalmers     |

### Finale
| Arbitro: | Nigel Whitehouse |

| |              | |
| Gollings 7’ Sanderson 48’ O’Leary 83’ | mt           | 30’ Corleto 75’ Quesada 95’ Reid |
| P. Burke 7’, 48’, 95’ | tr           | 30’, 75’, 95’ Quesada |
| P. Burke 12’, 16’, 39’, 70’, 88’, 104’ | c.p.         | 6’, 14’, 36’ Quesada |
| P. Burke 108’ | drop         | 21’ Quesada |
| · J. Williams · 33’ Gollings · W. Greenwood · Greenstock · O'Leary · P. Burke · M. Powell · Leonard · Wood · 79’ J. Dawson · 72’ Morgan · White-Cooper · Sanderson · 87’ Wilson (c) · 72’ Winters | Formazioni   | · Corleto 78’ · Joubert · Douy · Stoica · Rouch · Quesada · Sudre · Martinez 78’ · Ledesma · Pucciarello · Gaston · Merle · Furet 85’ · Raynaud · Reid (c) |
| · 33’ E. Jennings · 72’ Codling · 72’ R. Jenkins · 79’ Starr · 87’ Fuga | Sostituzioni | · Azéma 78’ · Poux 78’ · Mathieu 85’ |
| Richard J. Hill | Allenatori   | Pierre Arrambide |